# タビビトノキ
タビビトノキ（旅人の木、学名: Ravenala madagascariensis）は、マダガスカル原産のバナナに似た植物である。標準和名はオウギバショウ（扇芭蕉）。オオギバショウや、旅人木（りょじんぼく）ともいう。英語名は"Traveller's Palm（旅人のヤシ）"だが、ヤシ目ヤシ科ではなくショウガ目ゴクラクチョウカ科に属する。

## 概要
和名タビビトノキや英名のトラベラーズ・パルムの由来は、葉柄に雨水を溜めるため、乾燥地帯の旅行者の飲料水供給源として利用されたからとも、また高木は葉が東西方向へ扇状に広がることから旅人に対するコンパスの役割を果たすからともいうが、ともに確かな定説ではない。巨大な櫂状の葉が長い茎柄の先に扇状に平面に並ぶ。ストレリチア（ゴクラクチョウカ）の仲間だが、花は小さく目立たない。その特性や扇状の葉を展開する美しい特徴から、世界の熱帯及び亜熱帯地域で広く栽培され街路樹にも利用されている。乾燥地から湿地、水辺まで適応が広い。独自の進化を遂げたマダガスカルを象徴する植物で、マダガスカル航空の尾翼に図案化されている。
南部アフリカのゴクラクチョウカ属（Strelitzia）、南米のタビビトノキモドキ属（Phenakospermum）と非常に近しい。以前はこれらがバショウ科に分類されることもあった。
エリマキキツネザルが送粉者として知られており、花序の大きさや構造、及びキツネザルの選択性や摂食方法、鼻口部の長さなどを考え合わせると、彼らの間で共進化が起きたとみられる。

## 分布・生態
マダガスカル固有種で、本来は海抜0メートル (m) から1500 mの湿潤林や草原、岩場に見られる。2021年に発表された論文ではタビビトノキが分布するのはマダガスカルの中でも東部海岸の低地の沼沢地に限られており、島内のほかの場所に自生するものは同属の別種と見做されるようになった（参照: タビビトノキ属）。モーリシャス、バングラデシュ、メキシコ（北東部、中央部、メキシコ湾地域、南西部、南東部）にも持ち込まれている。
受粉を媒介するのはクロシロエリマキキツネザルで、タビビトノキから主食となる甘い花蜜をもらう代わりに、体毛に花粉をつけて木から木へと移動する。クロシロエリマキキツネザルはタビビトノキの種子を食べて、その一部が消化されずに排泄され、次世代のタビビトノキが繁殖する。現在クロシロエリマキキツネザルは絶滅の危機に瀕しているため、野生のタビビトノキも同様に危機に瀕している。

## 外形的特徴
幹の高さは最終的に15 mほどになる。樹形は巨大なうちわのような独特な姿をしている。若木ではうちわの柄を地中に完全に埋めたような姿をしており、葉柄が地面から直接出ている。生長にしたがって下部の葉茎が枯れ落ち、幼木にはみられない茶色の丈夫な樹幹が現れる。
葉は長さ3 m、幅0.5 mあり、舟の櫂（パドル）のような形をしており、左右対称に並んで平面をなすため見た目は扇に似る。葉先は緑色だが、葉茎の付け根は黄色である。葉が整列した弧状に開き、日光の当たり方の関係で常に一定方向に向いているとも言われるが、マダガスカル植物学者たちの非公式な見解であり、厳密な調査に基づいた学術論文は見当たらない。
花の色は薄黄色。群葉の真ん中に、ペリカンのくちばしを重ねたような、緑色を帯びたベージュ色の硬い苞から顔を覗かせる。
果実は長さ8センチメートル (cm) ほどの短いバナナ状の蒴果で、成熟すると乾燥して3裂開し、中から種子が現れる。種子は黒いが、表面を覆う仮種皮は美しいコバルトブルー色。青色の種子は、おそらく世界で唯一のものと注目されており、青色と緑色の二色型色覚を持つクロシロエリマキキツネザルが識別できるように進化したものと考えられている。

## 栽培
日当たりのよい場所を好むが、大きくなるまでは日光を当てすぎない方がよい。生育期に窒素肥料を与えるとよく育ち、葉もよく茂る。樹高は平均で7メートルほどに達する。適度な水分の供給が必要である。

## 諸言語における呼称
- マダガスカル語: fontsy / フォンツィ[5]
- ベンガル語: পান্থপাদপ /pantʰɔpadɔp/ パントパドプ

## タビビトノキ属
タビビトノキ属（オウギバショウ属とも; Ravenala）はタビビトノキ1種のみからなる属であったが、2021年11月9日に分類見直し論文が発表され、既知のタビビトノキの分布域の確認等が行われると共に、以下に挙げる5種が新種として記載された。なお、全てマダガスカルのみに分布する。
- Ravenala agatheae Haev. & Razanats.(ウィキスピーシーズ) - 島の北西部に分布。
- Ravenala blancii Haev., Jeannoda & Hladik(ウィキスピーシーズ) - タイプ標本はアンダシベ (ムラマンガ)（英語版）で採取されている。
- Ravenala grandis Haev., Razanats., Hladik & P.Blanc(ウィキスピーシーズ) - 島の東部の高度200-500メートルの雨林に分布。
- Ravenala hladikorum Haev., Razanats., Jeannoda, P.Blanc(ウィキスピーシーズ) - タイプ標本の採取地は R. blancii と同じである。
- Ravenala menahirana Haev. & Razanats.(ウィキスピーシーズ) - 東部海岸が主な分布域と見られるが、島北東部の内陸部マルジェジ（英語版）などでの目撃例も報告されている。

## ギャラリー
沖縄県石垣市内に植栽されるタビビトノキ
- 樹姿
- 花
- 種子を包む青い繊維（仮種皮）